# ATC kód P02
ATC kód P02 Anthelmintika je hlavní terapeutická skupina anatomické skupiny P. Antiparazitika, insekticidy, repelenty.

## P02B Antitrematodika

### P02BA Derivátychinolinu
P02BA01 Prazikvantel
P02BA02 Oxamnichin

### P02BBOrganofosfátovésloučeniny
P02BB01 Metrifonát (trichlorfon)

### P02BX Jiná antitrematodika
P02BX01 Bithionol
P02BX02 Niridazol
P02BX03 Stibofen
P02BX04 Triklabendazol

## P02C Antinematoda

### P02CA Deriváty benzimidazolu
P02CA01 Mebendazol
P02CA02 Tiabendazol
P02CA03 Albendazol
P02CA04 Cyklobendazol
P02CA05 Flubendazol
P02CA06 Fenbedazol

### P02CB Deriváty piperazinu
P02CB01 Piperazin
P02CB02 Diethylcarbamazin

### P02CC Deriváty tetrahydropyrimidu
P02CC01 Pyrantel
P02CC02 Oxantel

### P02CE Deriváty imidazothiazolu
P02CE01 Levamisol

### P02CF Avermectiny
P02CF01 Ivermectin

### P02CX Ostatní antinematoda
P02CX01 Pyrvinin
P02CX02 Bephenin

## P02D Anticestodika

### P02DA Derivátykyseliny salicylové
P02DA01 Niklosamid

### P02DX Jiná anticestodika
P02DX01 Desaspidin
P02DX02 Dichlorofen